# St Mary’s Loch
St Mary’s Loch ist ein Süßwassersee in den schottischen Lowlands. Der See liegt in der Council Area Scottish Borders zwischen den Orten Selkirk und Moffat etwa 72 km südlich von Edinburgh. Er ist nicht zu verwechseln mit dem auch als Mary’s Loch bezeichneten Loch Morie in Highland
St Mary’s Loch ist sichelförmig gebogen und hat die typisch langgezogene Form eines in der Eiszeit durch Gletscher entstandenen Sees. Er ist circa fünf Kilometer lang, aber nur maximal 800 m breit. Der See erhält Wasser aus zahlreichen Flüssen und 
Bächen. Die größten davon sind Megget Water, der St Mary’s Loch im Westen mit Wasser aus dem Megget Reservoir 
speist, und der nur etwa 150 m lange Zufluss aus dem unmittelbar südwestlich gelegenen Loch of the Lowes. Weitere Zuflüsse sind Summerhope Burn, March Sike, Bowerhope Burn, Brocklie Sike, Kirkstead Burn und Willies Grain. Im Nordwesten entwässert St Mary’s Loch in den Fluss Yarrow Water, dessen Quelle er ist.
St Mary’s Loch ist über die gut ausgebaute A708 sowohl von Selkirk als auch von Moffat aus leicht zu erreichen. Beliebt ist der See vor allem bei Anglern. Gefangen werden in erster Linie Forellen. Am Südende des Sees befindet sich ein Denkmal für den schottischen Schriftsteller James Hogg, in dessen Dichtung der See Eingang gefunden hat. Gedichte über St Mary’s Loch existieren darüber hinaus von William Wordsworth und von Sir Walter Scott.